# 名大社
株式会社名大社（めいだいしゃ、Meidaisha Co., Ltd.）は、「名大社新卒ナビ」「名大社企業展」「名大社転職フェア」などで知られる就職・転職支援事業および広告代理事業を行う企業。

## 沿革
- 1969年（昭和44年） 新聞の求人案内代理店として株式会社名大社設立
- 1985年（昭和60年） 「企業展」開始
- 1990年（平成2年） 「大転職フェア」開始
- 1999年（平成11年） 「名大社DeSu 新卒ナビ」開始
- 2006年（平成18年） 「名大社DeSu 転職ナビ」開始